# Kanton Strasbourg-3
Strasbourg-3 is een kanton van het Franse departement Bas-Rhin. Het kanton maakt deel uit van het arrondissement Strasbourg.
Het kanton omvat uitsluitend een deel van de gemeente Straatsburg.